# Oak Grove (Texas, Kaufman megye)
Oak Grove város az Amerikai Egyesült Államok Texas államában, Kaufman megyében. Lakosainak száma 617 fő (2020. április 1.).

## Népesség
A település népességének változása:

| 2010 | 603 |
| 2020 | 617 |